# 高岡英夫
高岡 英夫（たかおか ひでお、1948年 - ）は、日本の研究者、著述家、企業経営者、武術家。千葉県生まれ。東京大学教育学部卒業、同大学院教育学研究科修了。株式会社運動科学総合研究所所長、NPO法人日本ゆる協会理事長を務める。ゆる体操を提唱。

## 人物・来歴

### 研究者として
自らが設立した民間の研究所（株式会社運動科学総合研究所）で活動する、在野の研究者である。例外として、1990年代に大学講師（東京外国語大学）を務めたことがある。
1980年代まではスポーツの記号学的分析を中心に研究を行っていた。90年代以降は、ゆる体操の普及や各種公開講座・啓蒙書の執筆が主たる活動となっている。
食にも造詣が深く、また、ザ・リッツ・カールトン大阪のアンバサダーでもある。

### 著述家として
ゆる体操、身体論、武道論、記号学、トレーニング、ウォーキング、呼吸法、女性・美容、身体意識、食品・食事などの分野の著書がある。
マリオン・ジョーンズ、マーク・マグワイア、ベン・ジョンソン等の、ドーピングと競技実績とパフォーマンスの本質の関係に対しての評論を2000年代初期から行っている。

### 企業経営者として
株式会社ディレクト・システム社（DS社）を設立、代表取締役となる。同社はその後、株式会社運動科学総合研究所と名称変更した。

### 武術家として
DVD『合気という奇跡』（ベースボール・マガジン社、2005年）等において、武術の実技を公開している。

## 評価
朝原宣治は著書『肉体マネジメント』で高岡が考案した「ゆる体操」を参考にしたと述べている。トライアスロン選手の藤原裕司も高岡の著書を参考にしたと述べている。東京大学大学院総合文化研究科教授の小林寛道も書評で高岡の著書『究極の身体』を高く評価している。一方、東京大学大学院総合文化研究科教授の松原隆一郎は、高岡の著書は「「科学的」とは言えない」と述べている。

## 主な著作（単著）
分野別に記載する。
ゆる体操
- 『脳と体の疲れを取って健康になる 決定版 ゆる体操』（PHP研究所、2015年）
- 『ゆるめて・めざめて　幸せな体をつくる』（サンマーク出版、2009年）
- 『ゆる体操で一生介護いらずになろう！』（講談社、2008年）
- 『蔓延する心の問題は　ゆる体操で解決できる！』（日本実業出版社、2008年）
- 『頭が必ずよくなる！「手ゆる」トレーニング』（マキノ出版、2007年）
- 『美しくやせるための ゆるダイエット』（光文社・知恵の森文庫、2007年）
- 『開運Happy肋骨教室』（地球丸、2006年）
- 『ゆる身体・脳革命』（講談社・講談社+α新書、2005年）
- 『だれでも達人になれる！ゆる体操の極意』（講談社・講談社+α文庫、2005年）
- 『ファミリーゆる体操』（小学館、2005年）
- 『1週間ステップアップゆる体操』（PHP研究所、2005年）
- 『身体経営術入門 仕事力が倍増するゆる体操超基本9メソッド』（現代書林、2005年）
- 『高岡英夫のDVDでゆる体操』（宝島社、2004年）
- 『ゆる美人プログラム』（WAVE出版、2004年）
- 『美しくやせる・ゆるダイエット　ゆる体操CDつき』（マキノ出版、2004年）
- 『やせた 治った ラクになった ゆる体操』（主婦と生活社、2004年）
- 『体をゆるめると必ず健康になる』（マキノ出版、2003年）
- 『余分な力を抜けば、人生が変わる！』（三笠書房知的生き方文庫、2003年）
- 『ユル ココロとカラダに効くリラックス体操』（朝日出版社、2002年）

英語版
- 『THE POWER OF BODY AWARENESS』（Babel Corporation、2014年）

呼吸法
- 『無限の力　ビジネス呼吸法』（さくら舎、2013年）
- 『内臓力を高める　ゆる呼吸法』（KKベストセラーズ、2007年）
- 『全身の細胞が甦る！ ゆる呼吸法革命』（主婦と生活社、2006年）
- 『本番に強くなる！奇跡のゆる呼吸』（世界文化社、2006年）

女性・美容
- 『愛しあうからだ感じるからだ』（ビジネス社、2013年）
- 『ゆる体操で月経美人』（アスペクト、2008年）
- 『愛しあうからだ』（ビジネス社、2008年）

随筆
- 『人生 ゆるむが勝ち』（マキノ出版、2005年）

ウォーキング
- 『見ながらできる　楽しくなるゆるウォーク』（学習研究社、2008年）
- 『自然の力を呼び戻す 高岡英夫のゆるウォーク』（学習研究社、2006年）
- 『キレイに効く ゆるウォーク』（学習研究社、2007年）
- 『高岡英夫の歩き革命』（学習研究社、2004年）

山歩き
- 『山歩きを楽しむ ゆるトレッキング』（学習研究社、2008年）

トレーニング
- 『DVDブック ゆるスポーツトレーニング革命』（大和書房、2005年）
- 『鍛練の展開』（恵雅堂出版、1993年）
- 『鍛練の実践』（恵雅堂出版、1991年）
- 『鍛練の方法』（恵雅堂出版、1989年）
- 『鍛練の理論』（恵雅堂出版、1989年）

記号学
- 『スポーツと記号』（恵雅堂出版、1986年）

食品・食事
- 『ゆる-身体論と最高の自分になる食事』（河出書房新社、2011年）

身体論
- 『完全版　本物の自分に出会うゆる身体論』（さくら舎、2016年）
- 『ヒトは地上最速の動物だった』（講談社、2011年）
- 『ゆるめる身体学』（静山社、2010年）
- 『究極の身体』（講談社・講談社+α文庫、2009年）
- 『究極の身体』（講談社、2006年）
- 『身体づかいの常識革命！』（青春出版社、2005年）
- 『究極の身体を読む 身体の中心はどこにあるのか』（運動科学総合研究所、2003年）
- 『カガヤクカラダ』（運動科学総合研究所、2003年）

武道論
- 『宮本武蔵は、なぜ強かったのか?』（講談社、2009年）
- 『合気・奇跡の解読』（ベースボールマガジン社、2005年）
- 『武蔵とイチロー』（小学館文庫、2003年）
- 『続 空手・合気・少林寺』（恵雅堂出版、1990年）
- 『空手・合気・少林寺』（恵雅堂出版、1989年）
- 『武道を読む』（恵雅堂出版、1988年）
- 『スポーツ・武道のやさしい上達科学』（恵雅堂出版、1987年）
- 『武道の科学化と格闘技の本質』（恵雅堂出版、1987年）
- 『光と闇-現代武道の言語・記号論序説』（恵雅堂出版、1986年）

対談
- 『高岡英夫の極意要談2-極意化の時代』（BABジャパン、1997年）
- 『高岡英夫の極意要談』（BABジャパン、1994年）

身体意識
- 『身体意識から観る天才学』（BABジャパン、2013年）
- 『勝利をよぶ身体』（講談社、2010年）
- 『体の軸・心の軸・生き方の軸』（ベースボールマガジン社、2010年）
- 『上丹田・中丹田・下丹田』（ベースボールマガジン社、2007年）
- 『決定版 身体意識を鍛える』（青春出版社、2007年）
- 『「軸」と「ハラ」を鍛えれば、必ず強くなる！』（青春出版社、2006年）
- 『からだにはココロがある　～丹田、センター、身体意識の謎を解く～』（講談社・講談社+α文庫、2006年）
- 『身をゆるめ心を放つ』（サンマーク出版、2005年）
- 『丹田・肚・スタマック』（ベースボールマガジン社、2005年）
- 『センター・体軸・正中線』（ベースボールマガジン社、2005年）
- 『図解トレーニング 身体意識を鍛える』（青春出版社、2004年）
- 『身体意識を呼びさます 日本語のちから』（青春出版社、2004年）
- 『身体意識を鍛える』（青春出版社、2003年）
- 『DSが解く達人のメカニズム』（BABジャパン、2002年）
- 『からだにはココロがある』（総合法令出版、2002年）
- 『スーパースターその極意のメカニズム』（総合法令出版、2001年）
- 『からだには希望がある』（総合法令出版、2001年）
- 『高岡英夫の超人のメカニズム』（ぴいぷる社、2001年）
- 『極意と人間』（BABジャパン、2000年）
- 『天才の証明』（恵雅堂出版、1996年）
- 『意識のかたち』（講談社、1995年）
- 『ハラをなくした日本人』（恵雅堂出版、1992年）